# Financiamento climático na Alemanha
O financiamento climático na Alemanha se refere aos recursos e mecanismos financeiros mobilizados pelo país para reduzir emissões de gases de efeito estufa, adaptar-se aos impactos das mudanças climáticas e apoiar nações vulneráveis.
A Alemanha é considerada um dos maiores financiadores da luta contra as mudanças climáticas e é pioneira em iniciativas nesse sentido, mas recentemente tem sofrido críticas quanto à efetividade de seus mecanismos e a sua capacidade de atingir as metas estabelecidas.

## Impacto das mudanças climáticas na Alemanha
O sul e o oeste da Alemanha, incluindo as regiões montanhosas, devem passar pelos maiores aumentos de temperatura média e pelas mais frequentes e intensas ondas de calor. A Alemanha deve passar por mais eventos de precipitação extrema, aumentando o risco de enchenetes, especialmente em áreas urbanas, bem como mais fases de seca. Nas últimas décadas, o número de dias anuais em que a temperatura do país excedeu os 30°C subiu de três para oito. A diminuição das chuvas no verão torna o país mais vulnerável a incêndios florestais.
Os estados de Eslésvico-Holsácia e Baixa Saxônia, localizados às margens do Mar do Norte, são mais suscetíveis a marés de tempestade e transbordamento de rios. Já o estado de Meclemburgo-Pomerânia Ocidental, banhado pelo Mar Báltico, embora mais seguro contra marés de tempestade, é mais vulnerável à perda de biodiversidade e erosão do solo.
Uma simulação de novembro de 2020 do KN Journal of Cartography and Geographic Information projetou que entre 5477 e 626.880 pessoas poderiam ser afetadas por enchentes como consequência da elevação do nível do mar no Norte da Alemanha. A amplitude dos cenários dessa projeção se deve à possibilidade de diques se romperem ou não. Uma projeção de 2018 estima que as perdas totais anuais decorrentes da subida do nível do mar na Alemanha podem chegar a  €2,6 bilhões nos anos 2080. Mesmo em regiões mais distantes do mar e onde temperaturas devem subir mais lentamente, como a Baviera e a Renânia, há o risco do derretimento das geleiras dos Alpes, que por um lado causariam enchentes, e por outro comprometeriam o fornecimento de água para rios como o Reno.
A Alemanha possui regiões densamente construídas, criando ilhas de calor, e uma população que está envelhecendo rapidamente. Isso significa que as ondas de calor serão mais frequentes e intensas e haverá uma parcela maior da população com alta vulnerabilidade a elas (isto é, as pessoas de mais idade).
Outra consequência no setor da saúde é que vetores de doenças anteriormente raros no país, como o mosquito-tigre-asiático, estão ampliando seus habitats conforme as temperaturas aumentam.

### Na economia
Como uma economia altamente industrial e urbanizada e com um litoral relativamente pequeno comparado a outras grandes economias, a Alemanha sofre efeitos de mudanças climáticas mais restritos que outras grandes economias. As zonas tradicionalmente industriais do país são geralmente as mais vulneráveis a mudanças climáticas e ficam em sua maioria nos estados de Renânia do Norte-Vestfália, Sarre, Renânia-Palatinado, Turíngia, Saxônia, Eslésvico-Holsácia e nas cidades livres de Bremen e Hamburgo. O comprometimento de rios,  mencionado na seção acima, pode afetar o fornecimento de energia no país, pois a combinação do aumento da temperatura das águas com a diminuição do seu fluxo prejudica as usinas que dependem das águas fluviais para resfriamento.

#### Na agricultura
O aquecimento da Alemanha afetou algumas partes da indústria de agricultura do país. O aquecimento que se vê desde 1988 nas regiões vinícolas do sudoeste alemão causou um declínio na produção do vinho de gelo, um produto particularmente vulnerável ao calor. Em 2019, quase nenhum vinho de gelo foi produzido devido à insuficiência de dias frios.
O estado de Meclemburgo-Pomerânia Ocidental é particularmente vulnerável dentre as províncias mais ao norte porque é uma região relativamente pobre que depende muito da agricultura.

### Percepção da população

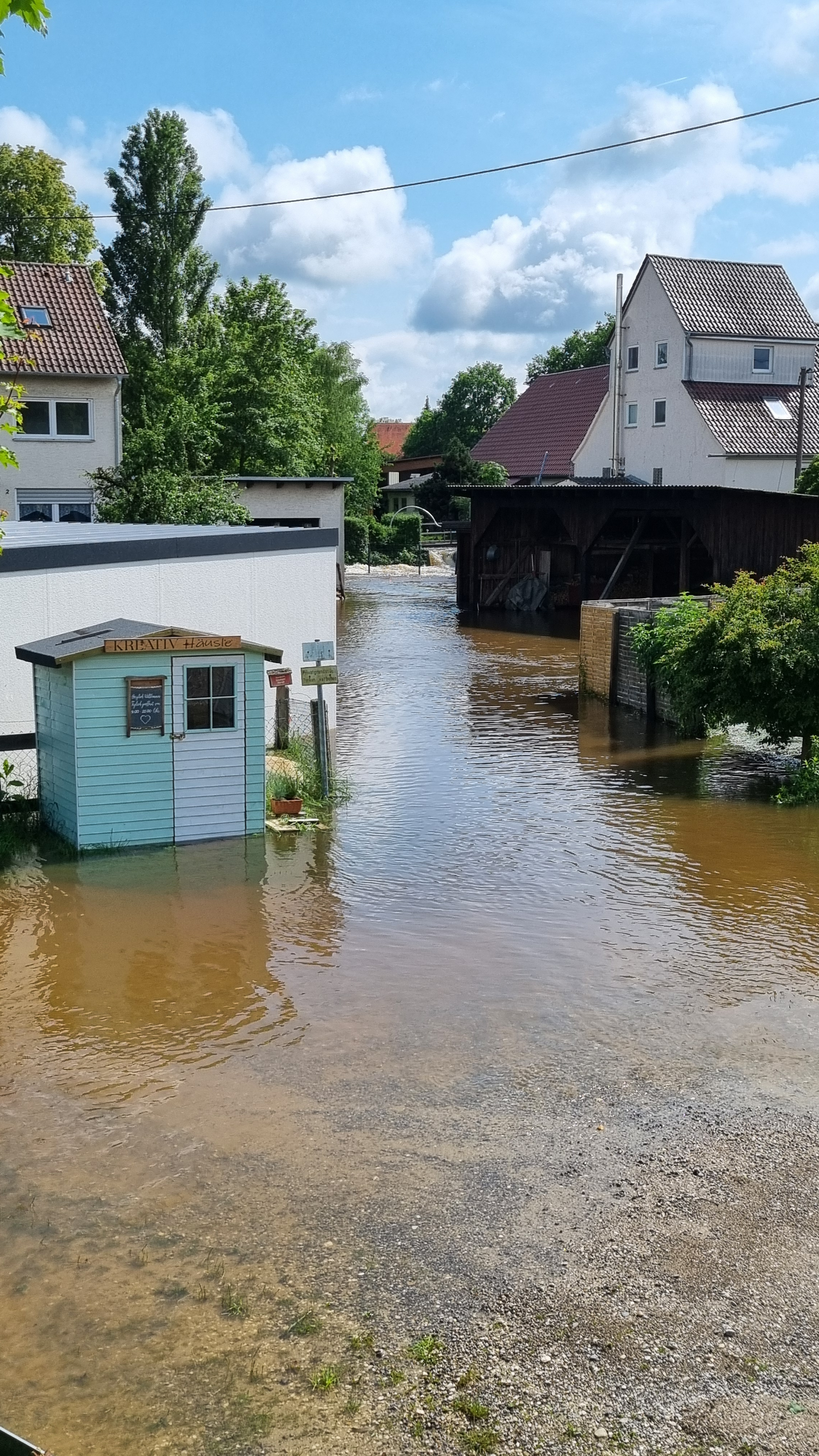
Uma enchente em Neu-Ulm em junho de 2024.

Um estudo da revista Nature Communications publicado em 2024 apontou que existem variações significativas dentro da população alemã no que diz respeito à percepção das mudanças climáticas, com as regiões mais desenvolvidas e/ou mais para o oeste tendo mais preocupações ambientais que as regiões mais rurais e/ou mais ao leste.
Também em 2024, uma pesquisa do Banco Europeu de Investimento mostrou que 92% da população do país reconhecem a necessidade de adaptação às mudanças climáticas e 40% veem isso como prioridade para o país. 71% de quem respondeu diz ter passado por ao menos um evento climático extremo e 68% dizem ter sofrido impacto direto. 63% reconhecem que terão de adaptar seu estilo de vida por conta das mudanças climáticas. Quase todas essas estatísticas ficaram levemente abaixo da média europeia da mesma pesquisa.

## Histórico de pacotes e metas internas
A Alemanha foi um país pioneiro na discussão de medidas para mitigar as mudanças climáticas e seus impactos. Em 2002, o país estabeleceu como meta reduzir em 40% a emissão de gases do efeito estufa até 2020; relatórios de 2019 e 2020 antecipavam um fracasso em atingir o objetivo, mas o país acabou obtendo êxito, muito por conta dos impactos da pandemia de COVID-19, que levaram a uma queda anual de quase 9% das emissões em 2020, a maior desde 1990.
Um relatório de 2012 da Climate Policy Initiative focado no ano de 2010 apontou que o país investiu pelo menos €37 bilhões (1,5% do seu PIB) em ações voltadas à mitigação das mudanças climáticas, sendo 95% de origem privada, porém impulsionados por instrumentos públicos como empréstimos de bancos estatais. O setor de energia renovável foi o principal destino desses recursos (€26,6 bilhões).

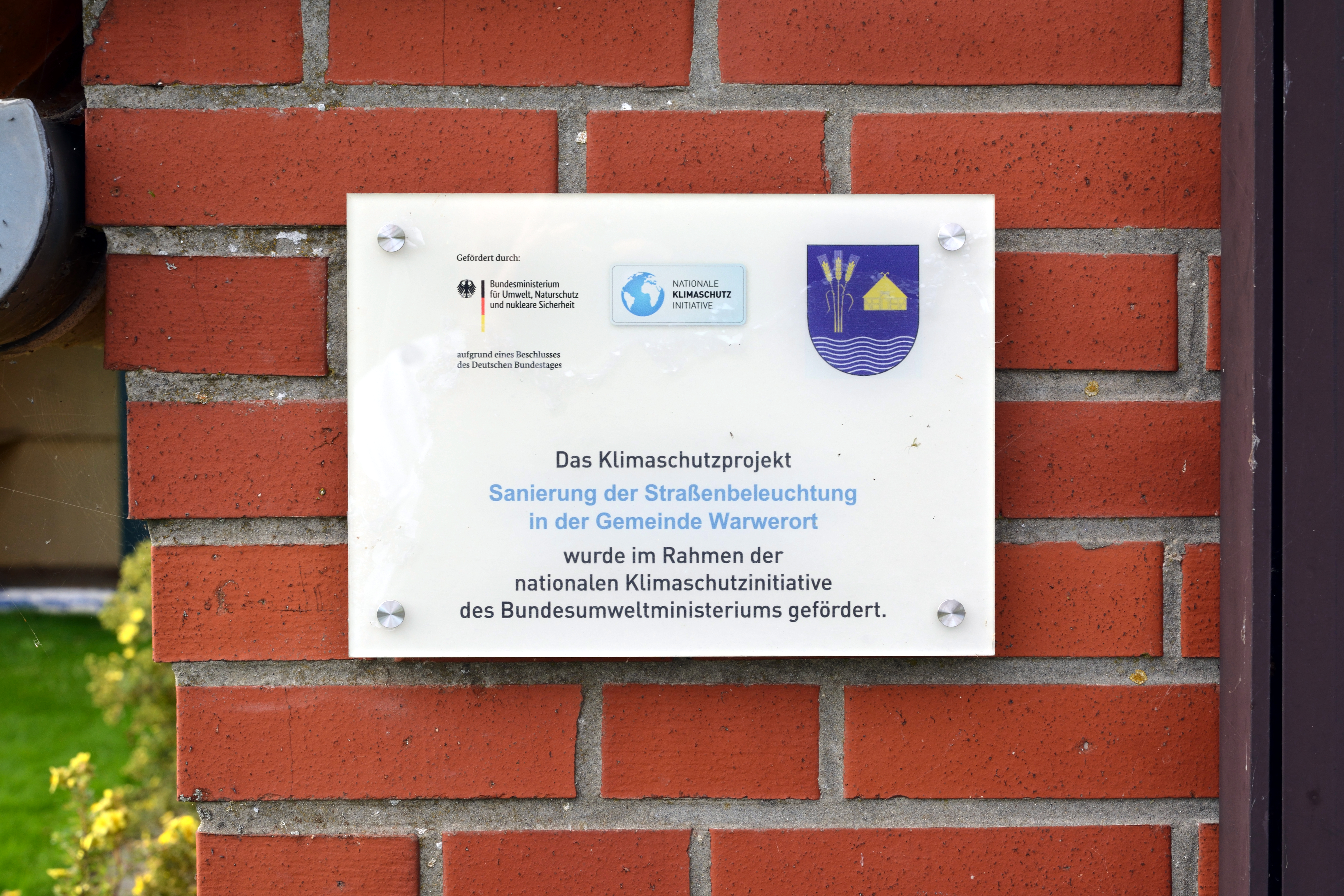
Uma placa numa rua de Warwerort informando que a renovação da iluminação pública da cidade foi financiada pela Iniciativa Nacional de proteção do clima do Ministério Federal do Meio Ambiente, Proteção da Natureza e Segurança Nuclear.

No caso dos mecanismos de incentivo público, empréstimos com taxas reduzidas e o sistema de tarifas feed-in (FiT) somaram €13,1 bilhões. Por outro lado, o relatório apontou a falta de um sistema de monitoramento dos fluxos financeiros, o que dificulta a obtenção de dados para avaliação da efetividade das políticas públicas e a formulação de estratégias mais eficientes.
A Alemanha mantém também metas de redução anuais, tendo cumprido a mais recente (2024) ao atingir 2,7% de redução. A queda segue puxada pela crescente adoção de energias limpas, como a eólica e a solar.
Em novembro de 2019, o parlamento alemão aprovou parte de um pacote do governo que tornava a proteção climática uma obrigação legal, impondo metas para cada ministério federal, estabelecendo um objetivo nacional de reduzir emissões de CO2 em 45% até 2030 (levando em conta os níveis de 1990). O texto previa um total de €54 bilhões em investimentos em proteção climática no país até 2023 e também algumas medidas como mudanças tributárias para baratear viagens de trem e encarecer as de avião e incentivos fiscais para melhorar o isolamento térmico de casas e a troca de sistemas de aquecimento a óleo.

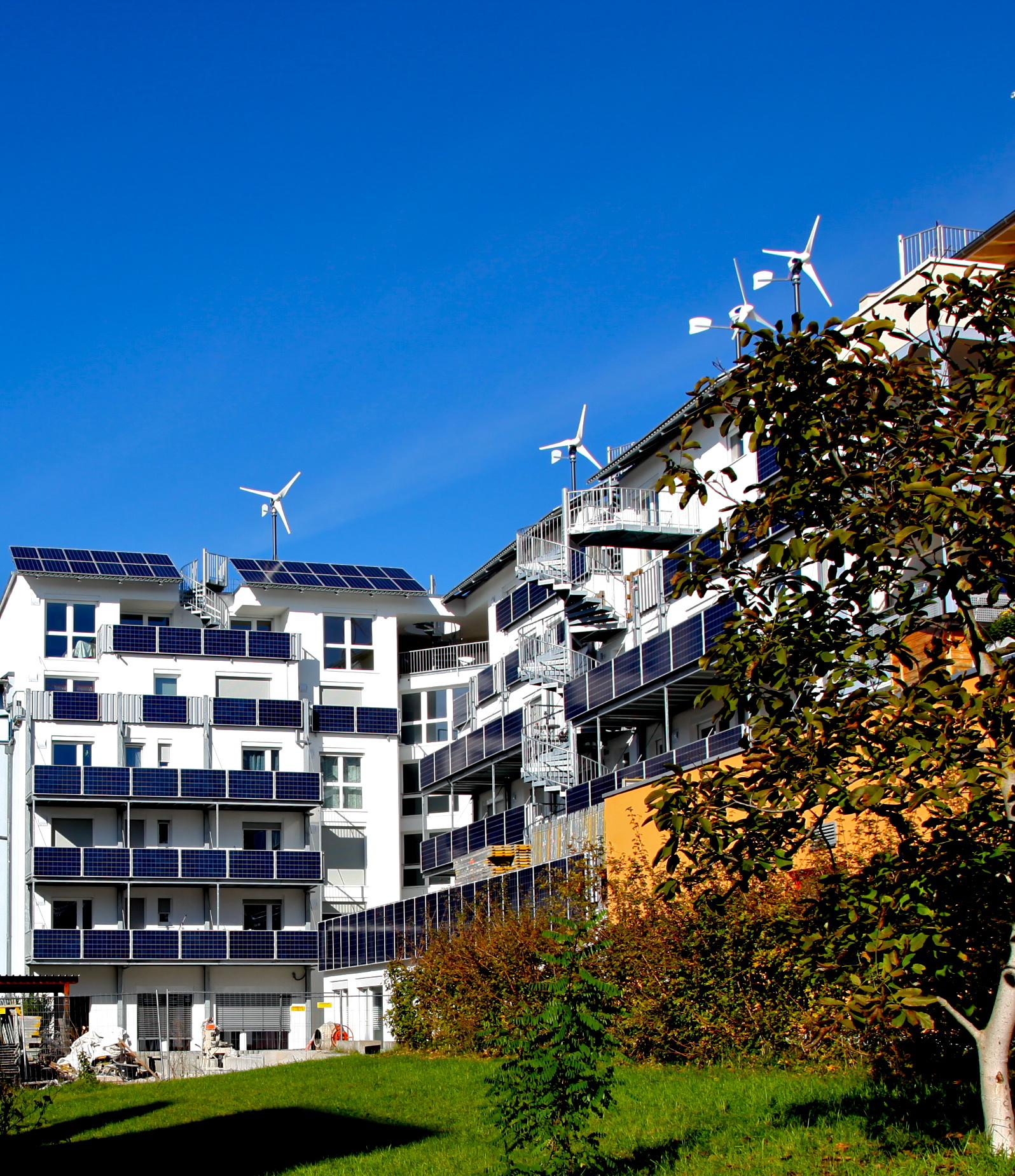
Um edifício com painéis solares e turbinas eólicas em Freiburg; tais métodos de geração de energia elétrica ajudam a Alemanha a reduzir suas emissões de CO2.

Em 2022, a Alemanha estabeleceu a meta de aumentar a porção de sua eletricidade advinda de fontes renováveis para 80% até 2030 e para 100% a partir de 2035. Dados de 2021 mostraram que, na altura, a Alemanha dependia em 47% de fontes fósseis, com a energia eólica e solar correspondendo a apenas 29%. A motivação para acelerar a transição energética no país se deu também por conta das consequências da Guerra na Ucrânia, que comprometeu o fornecimento de gás da Rússia para a Alemanha. Um relatório de 2022 do Bundesrechnungshof, o tribunal de contas alemão, apontou que as metas do país são "ambiciosas", porém "pobremente implementadas".
Em agosto de 2024, o país anunciou um investimento de €3,3 bilhões até 2030 para descarbonizar sua indústria por meio de projetos que tornem suas indústrias mais ecológicas, incluindo iniciativas de captura e armazenamento de carbono (CAC); a medida gerou críticas de opositores desse método, que acreditam que a adoção de energia solar e eólica pela indústria contribuiria mais para este fim.
O investimento é parte dos esforços do país para zerar suas emissões de carbono até 2045; uma meta que foi estabelecida em 2021 após o Tribunal Constitucional Federal exigir que o governo estabelecesse objetivos mais detalhados que os anteriormente propostos (que previam zerar as emissões até 2050).
Um relatório de 2022 do KfW apontou que para bater essa meta, o país precisará de profundas transformações econômicas, incluindo um total de €5 trilhões em investimentos por todos os setores, com recursos públicos e privados. A participação do setor privado deve cair para 90%, ante os 95% revelados em relatório de 2012 citado mais acima. O setor de energia deve seguir tendo a maior fatia desses investimentos. O documento também apontou que os municípios iriam arcar com quase 2/3 dos investimentos públicos, porém têm um déficit de €159 bilhões em investimentos de infraestrutura.
Durante as eleições federais de 2025, uma reportagem da Deutsche Welle indicou que as mudanças climáticas acabaram ofuscadas nas campanhas por outros temas como migração, segurança e economia.

### Plano de Ação Climática 2050
Em 2016, a Alemanha criou o Plano de Ação Climática 2050, que estabelece metas de redução de emissões de gases de efeito estufa para 2030 e 2050, com instrumentos como o mercado europeu de emissões, subsídios para energias renováveis, leis para uso de energia limpa e metas detalhadas por setor.

## Histórico de financiamentos e doações externas
A Alemanha financia também iniciativas fora de seu território. Nos anos 2010 e 2020, ela vem investindo, ou anunciando intenções de investir, vários pacotes de recursos para fins ambientais, geralmente na casa dos bilhões de Euros.
Um relatório de 2011 do instituto brasileiro IPEA apontava que a Alemanha centra suas doações para financiamento climático no combate à desertificação, conservação da biodiversidade, florestas, gestão de risco de desastres, biossegurança e água - neste último campo, o país figura como um dos três maiores doadores bilaterais. O Ministério para Cooperação e Desenvolvimento da Alemanha estabelecia na época a "proteção do meio ambiente e climática" e o "abastecimento urbano de água potável e saneamento" como duas das suas três prioridades para a região da América Latina e Caribe.
Em 2018, a Alemanha firmou um acordo com o Bangladesh para investir, por empréstimos e contribuições, €330 milhões na infraestrutura e resiliência do país contra as mudanças climáticas. Em novembro de 2021, o país anunciou a intenção de investir €50 bilhões em fundos climáticos.
Durante a COP 27, o país anunciou €40 milhões em ajuda para a Janela de Ação Climática do Banco Africano de Desenvolvimento. No mesmo evento, anunciaram a intenção de aumentar o financiamento climático para €6 bilhões anuais até 2025.

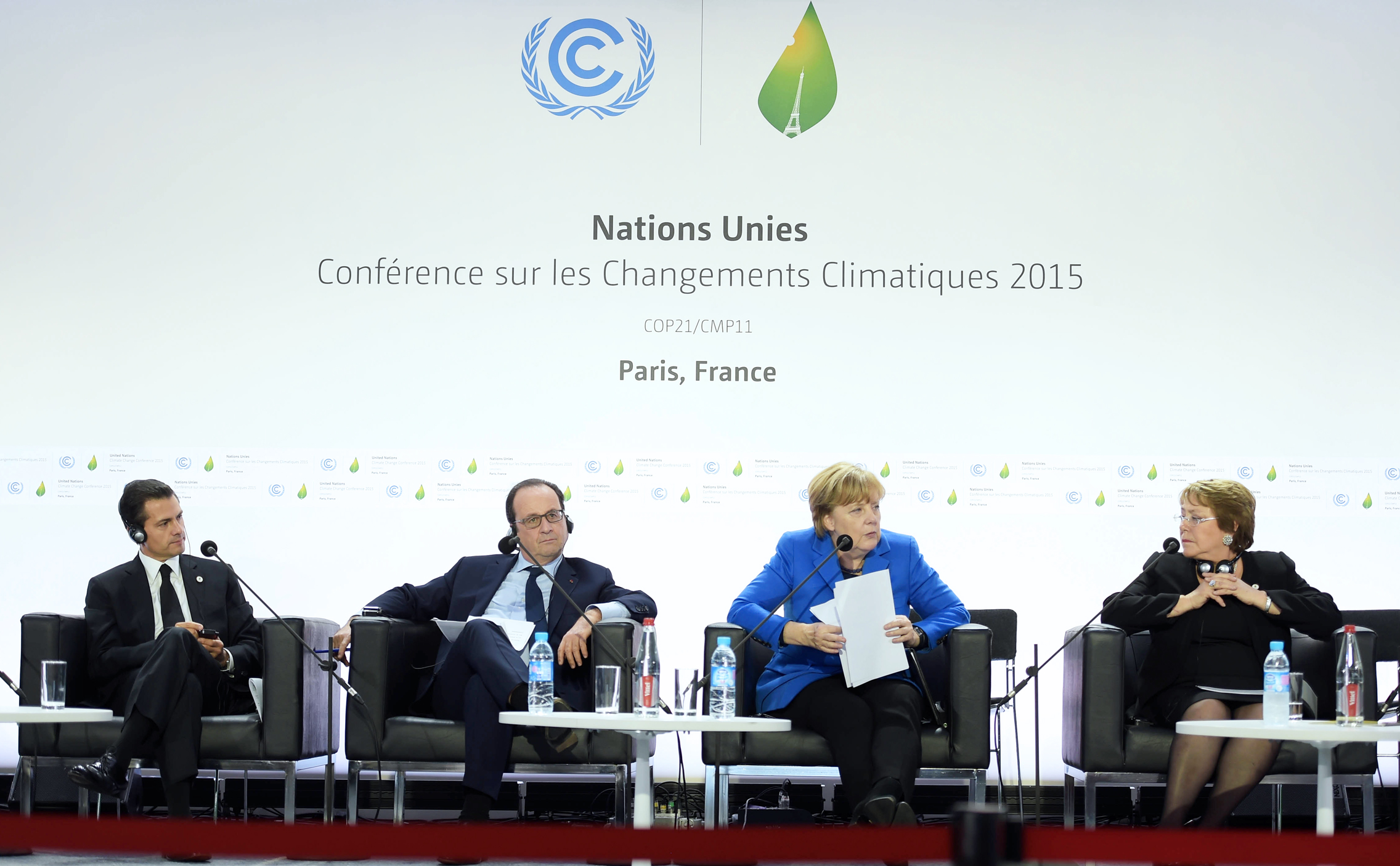
A então chanceler da Alemanha Angela Merkel (segunda da direita para a esquerda) na COP 21, ao lado de Enrique Peña Nieto, François Hollande e Michelle Bachelet.

Na COP 21, a Alemanha desejava aumentar o financiamento climático em países emergentes e em desenvolvimento para €6 bilhões por ano até 2025; em 2022, o país atingiu a marca dos €6,3 bilhões, três anos antes da meta. Também em 2022, ela se comprometeu a recompensar, com um total de €15 milhões, iniciativas de agricultores para preservar ecossistemas no Brasil, Etiópia e Lesoto.
Em 2023, no início do terceiro Governo Lula, anunciou uma doação de €200 milhões para projetos de conservação de florestas e mitigação das mudanças climáticas; parte do montante foi destinado ao Fundo Amazônia, para o qual a Alemanha voltou a contribuir após suspender sua participação durante governo anterior, e outra parte foi destinada à resposta à crise humanitária do povo Yanomami. Em 2024, o país europeu anunciou mais um investimento no sul-americano: uma chamada pública para doações de até €25 milhões para projetos de descarbonização da indústria no Brasil, focando nos setores siderúrgico e cimenteiro. A parceria dos dois países no âmbito climático já viu outros momentos de união, como o documento conjunto de 2015 que Angela Merkel e Dilma Rousseff assinaram para selar um compromisso perante as mudanças climáticas.
No mesmo ano, no âmbito da COP28, a secretária de estado e enviada especial da política do clima internacional da Alemanha, Jennifer Morgan, afirmou que a Alemanha estava "pronta para cumprir suas responsabilidades e estamos trabalhando ativamente para contribuir para o novo fundo e explorar opções de fontes de financiamento estrutural", referindo-se ao Fundo de Perdas e Danos; no mês seguinte (dezembro), o compromisso foi reiterado pela então ministra das relações exteriores Annalena Baerbock em meio a uma crise orçamentária atravessada pelo país.
Em dezembro de 2023, a Alemanha anunciou a doação de €20 milhões ao Banco Interamericano de Desenvolvimento (BID) para o "Fundo da América Latina e Caribe para bancos públicos de desenvolvimento e setor financeiro mais verdes", com o objetivo de fomentar ações relacionadas ao clima e ao meio ambiente de bancos públicos de desenvolvimento (BPDs), parte da Iniciativa Internacional para o Clima (IKI, na sigla em alemão) do BMWK. A expectativa é arrecadar mais de US$1 bilhão.

### Críticas ao financiamento climático externo
Segundo análise de 2024 da Reuters com dados da ONU e da Organização para a Cooperação e Desenvolvimento Econômico sobre financiamento climático de diversas nações ricas, a Alemanha emprestou €1,76 bilhões para projetos de mitigação das mudanças climáticas em países em desenvolvimento praticando juros de mercado, em vez dos juros baixos ou nulos que normalmente se aplicam em financiamentos do tipo. Em sua defesa, a Alemanha afirmou que realiza os empréstimos levando em conta as dívidas atuais dos países financiados.
A análise apontou também que esse tipo de subsídio vem frequentemente atrelado a condições como a obrigação de se contratar entidades de países específicos para garantir o financiamento. Nesse caso, a Alemanha emprestou €2,49 bilhões com esse tipo de exigência. O Ministério da Cooperação Econômica e do Desenvolvimento da Alemanha declarou que não exige a contratação de marcas alemãs, mas países beneficiários costumam ter de pagar à Deutsche Gesellschaft für Internationale Zusammenarbeit (GIZ) por serviços de consultoria e afins.

### Iniciativa Climática Internacional
A Alemanha mantém desde 2008 a Iniciativa Climática Internacional (Internationale Klimaschutzinitiative), que é financiada por leilões de licenças de emissões (outra iniciativa de origem alemã) e mantém orçamento anual de €120 milhões (dado de 2011) para financiar projetos de mitigação das alterações climáticas, adaptação e conservação de florestas em países em desenvolvimento, emergentes e em transição.
Os projetos são selecionados pelo Ministério Federal do Meio Ambiente, Proteção da Natureza e Segurança Nuclear (BMU, na sigla em alemão), responsável pela iniciativa, e a execução deles é supervisionada pela GIZ em conjunto com o banco KfW. Em 2011, um terço dos projetos havia sido realizado nos BRICS; 60% eram focados em mitigação das mudanças climáticas, um terço na conservação da floresta e 10% na adaptação às mudanças climáticas. Até 2011, a iniciativa atuou em 220 projetos, totalizando €450 milhões. O Brasil foi contemplado em 2024 com €65 milhões a serem repassados para projetos que respondam a um chamado da iniciativa.